# Portugal ved sommer-OL 2016
Portugal deltog ved sommer-OL 2016 i Rio de Janeiro, Brasilien, fra 5. til 21. august 2016. Portugal har deltaget ved alle sommerlege siden landets debut i 1912. Portugals Olympiske Komite er repræsenteret med en delegation af 92 sportspersoner, heraf 62 mænd og 30 kvinder, som deltog i 16 sportsgrene, hvilket er nationens næststørste delegation til OL nogensinde, kun overgået af de 107 sportsfolk, der deltog ved sommer-OL 1996 i Atlanta, USA.

## Medaljer
| 2016 Rio de Janeiro | Guld | Sølv | Bronze | Total |
| Portugal            | 0    | 0    | 1      | 1     |

### Medaljevindere
| Portugal ved sommer-OL 2016 i Rio de Janeiro | Portugal ved sommer-OL 2016 i Rio de Janeiro | Portugal ved sommer-OL 2016 i Rio de Janeiro | Portugal ved sommer-OL 2016 i Rio de Janeiro | Portugal ved sommer-OL 2016 i Rio de Janeiro |
| Medaljer                                     | Navn                                         | Sportsgren                                   | Konkurrence                                  | Dato                                         |
| -------------------------------------------- | -------------------------------------------- | -------------------------------------------- | -------------------------------------------- | -------------------------------------------- |
| Bronze                                       | Telma Monteiro                               | Judo                                         | 57 kg damer                                  | 8. august                                    |

## Svømning

### Resultater
| Dato      | Disciplin | H/D    | Udøver              | Indledende heat | Indledende heat | Semifinale | Semifinale | Finale              | Finale              |
| Dato      | Disciplin | H/D    | Udøver              | Tid             | Placering       | Tid        | Placering  | Tid                 | Placering           |
| --------- | --------- | ------ | ------------------- | --------------- | --------------- | ---------- | ---------- | ------------------- | ------------------- |
| 6. august | 400 m IM  | Herrer | Alexis Santos       | 4:15,84 NR      | 14              | N/A        | N/A        | ude af konkurrencen | ude af konkurrencen |
| 6. august | 400 m IM  | Damer  | Victoria Kaminskaya | 4:46,03         | 28              | N/A        | N/A        | ude af konkurrencen | ude af konkurrencen |